# Menangle
Menangle – miasto w Australii, w stanie Nowa Południowa Walia.